# Pheroliodes
Pheroliodes är ett släkte av kvalster. Pheroliodes ingår i familjen Pheroliodidae.

## Dottertaxa tillPheroliodes, i alfabetisk ordning[1]
- Pheroliodes achalensis
- Pheroliodes africanus
- Pheroliodes barringtonensis
- Pheroliodes carinulatus
- Pheroliodes casabranquensis
- Pheroliodes complanatus
- Pheroliodes concavus
- Pheroliodes copiosus
- Pheroliodes cordobensis
- Pheroliodes delticus
- Pheroliodes dentatus
- Pheroliodes elegans
- Pheroliodes enigma
- Pheroliodes humeratus
- Pheroliodes inca
- Pheroliodes intermedius
- Pheroliodes lindsayae
- Pheroliodes longiceps
- Pheroliodes longisetus
- Pheroliodes lordhowensis
- Pheroliodes minutus
- Pheroliodes mirabilis
- Pheroliodes monteithi
- Pheroliodes nemoricultricis
- Pheroliodes neuquinus
- Pheroliodes pellitus
- Pheroliodes roblensis
- Pheroliodes rotundatus
- Pheroliodes rusticus
- Pheroliodes sicarius
- Pheroliodes springthorpei
- Pheroliodes transversus
- Pheroliodes uruguayensis
- Pheroliodes wehnckei
- Pheroliodes vermicularis
- Pheroliodes vulgaris